# Cinéma suisse
Pour un article plus général, voir Histoire du cinéma suisse.
Le cinéma suisse est la production cinématographique dont les moyens tant humains que matériels sont suisses pour l’essentiel. Il englobe également les moyens de promotion, notamment par les festivals suisses de cinéma, ainsi que la sauvegarde des éléments liés au cinéma. L'existence dans le pays d'aires linguistiques distinctes et la diversité culturelles est une particularité marquant l'histoire du cinéma suisse. Documentaires, film d’art et d’essai ou film grand public : il existe une grande diversité, tant au niveau des auteurs et des œuvres qu’à celui des sources d’information.

## Définition du film suisse selon la loi fédérale
Par film suisse on entend tout film :
- qui a été réalisé pour l’essentiel par un auteur de nationalité suisse ou domicilié en Suisse ;
- qui a été produit par une personne physique domiciliée en Suisse ou une entreprise qui y a son siège et dont les fonds propres et étrangers ainsi que la direction sont majoritairement en main de personnes domiciliées en Suisse ;
- qui a été réalisé dans la mesure du possible par des interprètes et des techniciens de nationalité suisse ou domiciliés en Suisse et par des industries techniques établies en Suisse.

## Caractéristiques linguistiques
En Suisse romande la langue française est utilisée par les acteurs du cinéma suisse. Par contre, en Suisse alémanique, l'usage du dialecte dans la vie courante fait que le dialecte alémanique est souvent utilisé pour le tournage des films. Ces films se heurtent à la barrière des langues, tant à l'intérieur de la Suisse que vis-à-vis de l'étranger, le dialecte étant incompris hors de la zone géographique suisse allemande.
Le cinéma suisse est plurilingue à partir de la Seconde Guerre mondiale en raison des sujets traités qui sont, notamment, la guerre et l'humanitaire. La nécessité de pouvoir diffuser les films à l'étranger est la raison première du plurilinguisme qui caractérise certains films suisses. Cette particularité propre à la Suisse est devenu un dogme artistique pour finalement se banaliser.
À titre d'exemple, dans Marie Louise (1944), les acteurs s'expriment en dialecte mais aussi en allemand et français. Dans La Dernière chance (1945) on parle allemand, français, italien, croate, yiddish et anglais.
Le film Unser Dorf (Le village près du ciel) met en scène les enfants du village Pestalozzi de Trogen, un village réunissant 250 orphelins de guerre provenant de toute l'Europe et s'exprimant chacun dans leur propre langue,.
Le film collectif apocalyptique L'Amère Patrie (Heimatland en allemand et Wonderland en nom d'exploitation en France) contient des dialogues en français, allemand, suisse-allemand, italien, romanche et croate.

## Principaux réalisateurs
L'article Histoire du cinéma suisse fournit des notices sur les principaux cinéastes de la période du cinéma muet à 2010. 
Parmi les principaux réalisateurs :
- Leopold Lindtberg (1902 - 1984)
- Franz Schnyder (1910-1993)
- Claude Goretta (1929-2019)
- Alain Tanner (1929 - 2022)
- Jean-Luc Godard (1930 - 2022)
- Michel Soutter (1932-1991)
- Rolf Lyssy (1936 -)
- Fredi Murer (1940 -)
- Daniel Schmid (1941-2006)
- Francis Reusser (1942 - 2020)

## Acteurs

### Acteurs
- Jean-François Balmer
- Jean-Luc Bideau
- Jean-Philippe Écoffey
- Yoann Blanc
- Bruno Ganz
- Carlos Leal
- Bernard Nissille
- Vincent Perez
- Gaspard Proust
- François Simon
- Michel Simon
- Emil Steinberger

### Actrices
- Mia Aegerter
- Ursula Andress
- Claude-Inga Barbey
- Anne Bennent
- Anne-Marie Blanc
- Sibylle Blanc
- Nelly Borgeaud
- Mousse Boulanger
- La Castou
- Léa Fazer
- Sophie Gardaz
- Christelle Jacquaz
- Irène Jacob
- Marthe Keller
- Noémie Kocher
- Natacha Koutchoumov
- Maria Mettral
- Myriam Mézières
- Anne-Marie Miéville
- Lolita Morena
- Stéphanie Morgenstern
- Denise Péronne
- Anne Richard
- Jane Savigny
- Noémie Schmidt
- Yvette Théraulaz
- Melanie Winiger

## Institutions
- Académie du cinéma suisse
- Cinémathèque suisse
- Cinémathèque de Berne
- Section d'histoire et esthétique du cinéma de l'Université de Lausanne
- Cinébulletin, la revue suisse des professionnels de l'audiovisuel

## Festivals

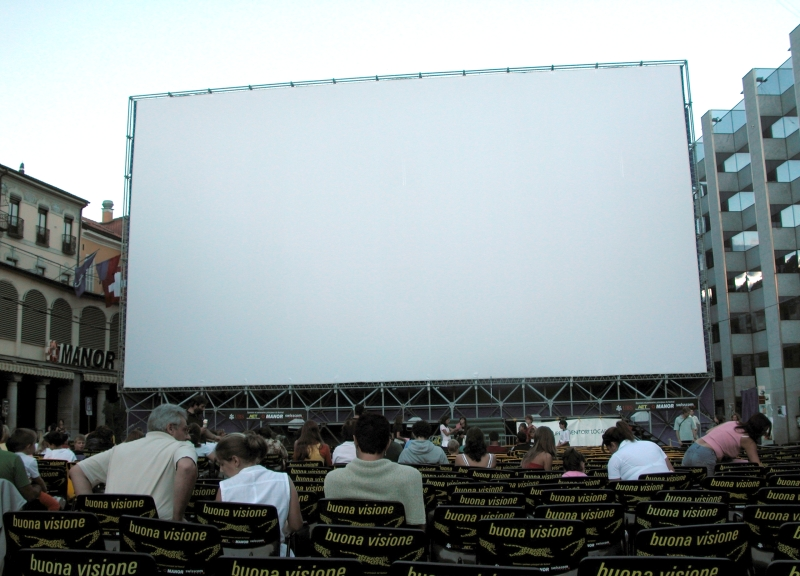
Le grand écran sur la Piazza Grande.

Le Festival international du film de Locarno est un festival de film d'auteurs indépendants. Il dispose d'une réputation internationale. Fondé en 1946, il a pour vocation de présenter les nouvelles tendances, courants et cinéastes en promouvant le cinéma d’auteur et de qualité artistique. La Piazza Grande (it) est le lieu emblématique du festival. Certains films y sont projetés en plein air sur un très grand écran (26 m de long et 14 m de haut) pour 8 000 spectateurs assis. La récompense principale décernée par le jury est le Léopard d'or.
Une sélection parmi de nombreux festivals :
- Journées cinématographiques de Soleure,
- Festival international de films de Fribourg,
- Festival du film français d'Helvétie à Bienne,
- Festival international du film fantastique de Neuchâtel,
- Visions du réel à Nyon,
- Geneva International Film Festival Tous Ecrans